# Dorsale Mesa
La dorsale Mesa è una catena montuosa formata da tre grandi mese separate situata nella regione nord-occidentale della Dipendenza di Ross, nell'Antartide orientale. Situata in particolare in corrispondenza della costa di Borchgrevink e della costa di Scott, davanti al mare di Ross, questa catena, che fa parte della più vasta catena dei monti Transantartici, si estende in direzione nord-sud per circa 70 km e in direzione est-ovest per circa 20 km. Come detto, la dorsale è divisa in tre grandi mese che, da nord a sud, prendono il nome di Pain, Tobin e Gair, ed è delimitata a ovest dalla parte iniziale del ghiacciaio Rennick, a est dal ghiacciaio Aeronaut, che la separa dai monti Southern Cross, e a sud dal ghiacciaio Campbell, che nasce proprio dal versante meridionale della mesa Gair.

## Storia
La dorsale Mesa è stata così battezzata dai membri della squadra settentrionale della spedizione neozelandese di ricognizione antartica svolta nel periodo 1962-63, che le hanno dato il suo attuale nome proprio in virtù della forma delle principali formazioni montuose che la compongono.